# Calendarul republican francez

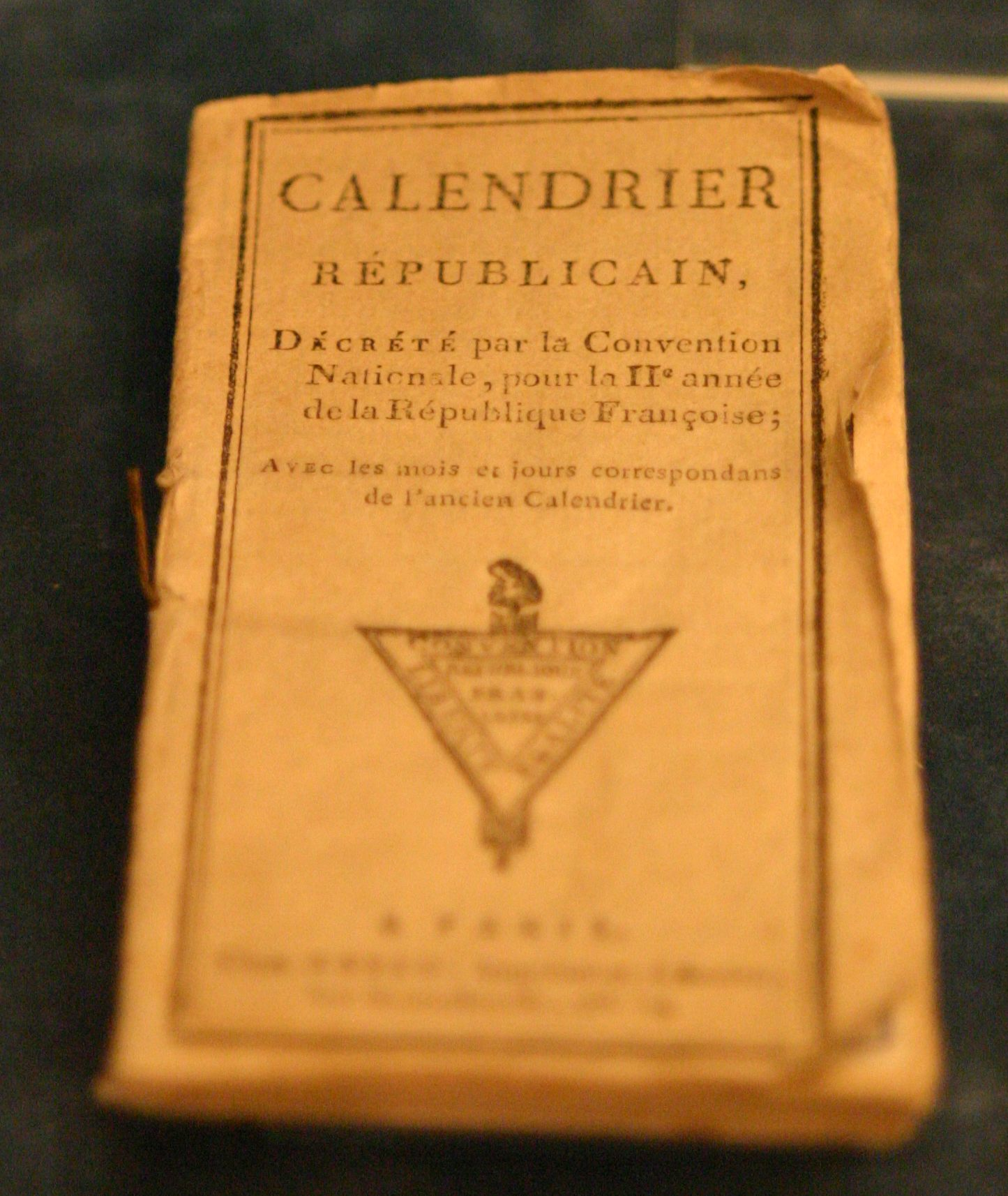
Exemplar al calendarului republican francez

Calendarul republican francez a fost adoptat de Convenția Națională din Franța și s-a aflat în vigoare din 22 septembrie 1792 până la 31 decembrie 1805. Acest calendar a practicat sistemul zecimal și a eliminat referințele religioase, conform dezideratului descreștinării.
Anul începea la 22 septembrie, odată cu echinocțiul de toamnă. Schema calendarului a fost creată de matematicianul Gilbert Romme cu ajutorul astronomilor Joseph Jérôme Lefrançois de Lalande și Joseph-Louis Lagrange și al matematicianului Gaspard Monge, iar numele lunilor și zilelor se datorează poetului Fabre d'Églantine.

## Răspândire
În timpul celor 12 ani cât a fost în vigoare, calendarul a fost folosit în Prima Republică Franceză și coloniile acesteia din America și Africa.

## Lunile
În calendarul republican anul începea în echinocțiul de toamnă, anul avea 12 luni a câte 30 zile. Lunile se împărțeau în 3 decade, astfel dispărând săptămânile. Numele lunilor fuseseră alese din fenomene ale naturii și agricultură. Lunile încep de la începutul anotimpurilor astronomice precum în zodiac.
Lunile erau:
Toamna:
- Vendémiaire- nume legat de culesul strugurilor din 22, 23 sau 24 septembrie
- Brumaire- nume datorat prezenței ceții în această perioadă din an, din 22,23 sau 24 octombrie
- Frimaire- nume datorat brumei din 21, 23 sau 24 noiembrie

Iarna
- Nivôse- din latinescul nivosus care înseamnă nins din 21, 22 sau 23 decembrie
- Pluviôse -anotimpul ploios din 20, 21 sau 22 ianuarie
- Ventôse- anotimpul vântos din 19, 20 sau 21 februarie

Primăvara
- Germinal numele este legat de germinație, luna începea de pe 20 sau 21 martie
- Floréal - perioadă a florilor, din 20 sau 21 aprilie.
- Prairial din francezul prairie- prerie din 20 sau 21 mai

Vara
- Messidor- sezonul recoltei din 19 sau 20 iunie
- Thermidor- sezonul arșiței, numele vine din grecescul thermos- căldură. Luna începea pe 19 sau 20 iulie
- Fructidor- vremea fructelor de pe 18 sau 19 august

## Zilele decadelor
- primidi,
- duodi,
- tridi,
- quartidi,
- quintidi,
- sextidi,
- septidi,
- octidi,
- nonidi,
- décadi.

## Zilele anului
În loc să poarte nume de sfânt, ca în calendarele creștine, fiecare zi este asociată unui mineral, plantă, animal (zilele terminate în cifra 5), sau unei unelte (zile terminate în cifra 0).
Toamna

| Vendémiaire (22 septembrie ~ 21 octombrie) 1. Raisin (strugure) 2. Safran (șofran: Crocus sativus) 3. Châtaigne (castană) 4. Colchique (brândușă de toamnă: Colchicum) 5. Cheval (cal) 6. Balsamine (balsamină) 7. Carotte (morcov: Daucas) 8. Amaranthe (amarant) 9. Panais (păstârnac: Pastinaca sativa) 10. Cuve (putină) 11. Pomme de terre (cartof) 12. Immortelle (imortelă; plevaiță: Anaphalis, Helychrisum) 13. Potiron (dovleac: Cucurbita maxima) 14. Réséda (rozetă: Reseda odorata) 15. Âne (măgar: Equus asinus) 16. Belle de nuit (zorea) 17. Citrouille (bostan, dovleac: Cucurbita pepo) 18. Sarrasin (hrișcă: Fagopyrum) 19. Tournesol (floarea soarelui: Helianthus ennuus) 20. Pressoir (presă pentru must) 21. Chanvre (cânepă: Cannabis sativa) 22. Pêche (piersică) 23. Navet (nap: Brassica campestris rapa) 24. Amaryllis (amarilis) 25. Bœuf (bou) 26. Aubergine (vânătă: Solanum melogena) 27. Piment (ardei: Capsicum annuum) 28. Tomate (roșie: Lycopericum) 29. Orge (orz: Hordeum) 30. Tonneau (butoi) | Brumaire (22 octombrie ~ 20 noiembrie) 1. Pomme (măr) 2. Céleri (țelină) 3. Poire (pară) 4. Betterave (sfeclă; sfeclă roșie: Beta) 5. Oie (gâscă) 6. Héliotrope (heliotrop: Heliotropium europaeum) 7. Figue (smochină) 8. Scorsonère (luceafăr: Scorsonera rosea) 9. Alisier (sorb, scoruș: Sorbus torminalis) 10. Charrue (plug) 11. Salsifis (barba-caprei: Scorzonera hispanica) 12. Macre (castan-de-apă, colțan, cornaci: Trapa natans) 13. Topinambour (topinambur: Helyanthus tuberosus) 14. Endive (andivă: Cichorium intybus) 15. Dindon (curcan) 16. Chervis 17. Cresson (năsturel, creson: Nasturium)) 18. Dentelaire (floarea-amorului, plombagină: Plumbago capensis) 19. Grenade (rodie) 20. Herse (grapă) 21. Bacchante (bacantă) 22. Azerole (acerola, fructul păducelului mediteranean: Crataegus azarolus) 23. Garance (roibă) 24. Orange (portocală) 25. Faisan (fazan) 26. Pistache (fistic) 27. Macjonc 28. Coing (gutuie) 29. Cormier (scoruș: Sorbus domestica) 30. Rouleau (tavălug) | Frimaire (21 noiembrie ~ 20 decembrie) 1. Raiponce (clopoței: Campanula ranunculus) 2. Turneps (nap furajer) 3. Chicorée (cicoare) 4. Nèfle (moșmoană, fructul moșmonului: Mespilus germanica) 5. Cochon (porc: Sus scrofa domesticus) 6. Mâche (fetică: Valerianella olitoria) 7. Chou-fleur (conopidă: Brassica botrylis) 8. Miel (miere) 9. Genièvre (ienupăr: Juniperus) 10. Pioche (cazma, hârleț) 11. Cire (ceară) 12. Raifort (hrean: Cochlearia armoracia) 13. Cèdre (cedru: Cedrus) 14. Sapin (brad: Abies alba) 15. Chevreuil (căprioară: Capreolus capreolus) 16. Ajonc (drobiță, specie de arbust spinos: Genista tinctoria) 17. Cyprès (chiparos: Cupressus sempervirens) 18. Lierre (iederă: Hedera helix) 19. Sabine (cetină de negi, sabină: Juniperus sabina) 20. Hoyau (sapă pentru defrișare) 21. Erable (arțar: Acer) 22. Bruyère (iarbă-neagră: Calluna vulgaris) 23. Roseau (stuf; trestie) 24. Oseille (măcriș: Rumex) 25. Grillon (greier) 26. Pignon (specie de pin: Pinus) 27. Liège (plută) 28. Truffe (trufă: Tuber) 29. Olive (măslină: Olea) 30. Pelle (lopată) |

Iarnă

| Nivôse (21 decembrie ~ 19 ianuarie) 1. Tourbe (turbă) 2. Houille (huilă) 3. Bitume (bitum) 4. Soufre (sulf) 5. Chien (câine) 6. Lave (lavă) 7. Terre végétale (pământ vegetal) 8. Fumier (gunoi, bălegar) 9. Salpêtre (salpetru) 10. Fléau (îmblăciu, bici) 11. Granit (granit) 12. Argile (argilă) 13. Ardoise (ardezie) 14. Grès (gresie) 15. Lapin (iepure) 16. Silex (silex) 17. Marne (marnă) 18. Pierre à chaux (piatră de var, calcar) 19. Marbre (marmură) 20. Van (vânturătoare, dârmon) 21. Pierre à plâtre (ghips) 22. Sel (sare) 23. Fer (fier) 24. Cuivre (aramă) 25. Chat (pisică) 26. Étain (staniu, cositor) 27. Plomb (plumb) 28. Zinc (zinc) 29. Mercure (mercur) 30. Crible (sită) | Pluviôse (20 ianuarie ~ 18 februarie) 1. Lauréole (laur, dafin) 2. Mousse (mușchi) 3. Fragon (mătură) 4. Perce-neige (ghiocel) 5. Taureau (taur) 6. Laurier-thym 7. Amadouvier (burete de iască: Polyporus fomentarius) 8. Mézéréon 9. Peuplier (plop: Populus) 10. Coignée (seceră) 11. Ellébore (spânz: Helleborus) 12. Brocoli (brocoli) 13. Laurier (dafin) 14. Avelinier (specie de alun: Corylus Avellana)) 15. Vache (vacă) 16. Buis (cimiriș, merișor) 17. Lichen (lichen) 18. If' (tisă: Taxus baccata) 19. Pulmonaire (Mierea-ursului: Pulmonaria mollissima) 20. Serpette (cosoraș de podgorean) 21. Thlaspi (punguliță, iarbă-roșie: Thlaspi arvense) 22. Thimele 23. Chiendent (pir: Triticum repens) 24. Trainasse (mlădiță; lăstar) 25. Lièvre (iepure de câmp) 26. Guède (drobușor: Isatis tinctoria) 27. Noisetier (alun) 28. Cyclamen (ciclamă: Cyclamen europaeum) 29. Chélidoine (rostopască) 30. Traîneau (sanie) | Ventôse (19 februarie ~ 20 martie) 1. Tussilage (podbal: Tussilago farfara) 2. Cornouiller (corn: Cornus mas) 3. Violier (micsandră, micșunică, vioară-roșie: Matthiota incana) 4. Troène (lemn-câinesc, mălin negru: Lygustrum vulgare) 5. Bouc (țap) 6. Asaret (ienupăr) 7. Alaterne 8. Violette (violetă; viorea: Viola odorata) 9. Marceau 10. Bêche (cazma, hârleț) 11. Narcisse (Narcisă) 12. Orme (ulm: Ulmus) 13. Fumeterre (fumăriță; safterea: Fumaria officinalis) 14. Vélar (voinicică: Sisymbrium Loesselii; brâncuță: Sisymbrium officinalae; micsandre sălbatice: Erysimum Wittmannii) 15. Chèvre (capră) 16. Épinard (spanac: Spinacea oleracea) 17. Doronic (doronicum) 18. Mouron (anagallis) 19. Cerfeuil (asmățui, hasmațuchi: Anthriscus cerefolium) 20. Cordeau (sfoară, ață, fitil, linie, saulă de fund) 21. Mandragore (mandragoră: Mandragora officinalis) 22. Persil (pătrunjel: Petroselinum hortense) 23. Cochléaria (lingurea: Cochlearia officinalis) 24. Pâquerette (părăluță, bănuț, bumbușor: Bellis perenis) 25. Thon (ton: Thunnus thynus) 26. Pissenlit (păpădie: Taraxacum officinale) 27. Sylve (pădure, sihlă) 28. Capillaire (strașnic: Asplenium Trichomanes) 29. Frêne (frasin: Fraxinus excelsior) 30. Plantoir (cultivator) |

Primăvară

| Germinal (21 martie ~ 19 aprilie) 1. Primevère (ciuboțica-cucului: Primula officinalis) 2. Platane (platan: Platanus) 3. Asperge (sparanghel: Asparagus officinalis) 4. Tulipe (lalea: Tulipa gesneriana) 5. Poule (găină) 6. Bette (specie de sfeclă: Beta vulgaris) 7. Bouleau (mesteacăn: Betula) 8. Jonquille (narcisă galbenă: Narcissus jonquilla) 9. Aulne (arin: Alnus glutinosa) 10. Couvoir (cuibar) 11. Pervenche (saschiu, brebenoc: Vinca herbacea) 12. Charme (carpen: Carpinus betulus) 13. Morille (zbârciog: Morchela conica) 14. Hêtre (fag: Fagus silvatica) 15. Abeille (albină: Apis melifica) 16. Laitue (salată verde: Lactuca sativa) 17. Mélèze (zadă, larice: Larix sibirica) 18. Ciguë (cucută: Conium maculatum) 19. Radis (ridiche: Raphanus sativus) 20. Ruche (stup) 21. Gainier (arborele lui Iuda) 22. Romaine (specie de lăptucă) 23. Marronnier (castan: Castanea vesca) 24. Roquette (voinicică) 25. Pigeon (porumbel) 26. Lilas (liliac) 27. Anémone (Anemonă) 28. Pensée (panseluță) 29. Myrtille (afin: Vaccinum Myrtillus; afină) 30. Greffoir (cuțit, briceag de altoit) | Floréal (20 aprilie ~ 19 mai) 1. Rose (trandafir) 2. Chêne (stejar: Quercus robur) 3. Fougère (ferigă) 4. Aubépine (păducel, gherghin: Crataegus monogyna) 5. Rossignol (privighetoare) 6. Ancolie (căldărușă: Aquilegia migricans) 7. Muguet (lăcrămioară) 8. Champignon (ciupercă) 9. Hyacinthe (zambilă: Hyacinthus orientalis) 10. Râteau (greblă) 11. Rhubarbe (rubarbă) 12. Sainfoin (dulcișor: Hedysarum obscurum; sparcetă: Onobrychis sativa) 13. Bâton-d'or 14. Chamerops (palmier pitic) 15. Ver à soie (fluture de mătase) 16. Consoude (Symphytum officinale) 17. Pimprenelle 18. Corbeille d'or 19. Arroche (lobodă: Atriplex latifolia) 20. Sarcloir (săpăligă, plivitoare) 21. Statice 22. Fritillaire (varietate de lalea) 23. Bourrache (limba-mielului: Borrago officinalis) 24. Valériane (valeriana) 25. Carpe (crap) 26. Fusain (1. salbă-moale: Evonymus latifolius; 2. creion de cărbune de salbă-moale) 27. Civette (arpagic) 28. Buglosse 29. Sénevé (muștar alb) 30. Houlette | Prairial (20 mai ~ 18 iunie) 1. Luzerne (lucernă) 2. Hémérocalle (crin portocaliu) 3. Trèfle (trifoi) 4. Angélique (angelică) 5. Canard (rață) 6. Mélisse (melisă, roiniță: Melissa officinalis) 7. Fromental (ovăzcior: Arrhenatherum elelius) 8. Martagon (crin-de-pădure: Lilium martagon) 9. Serpolet (cimbrișor: Thymus vulgaris) 10. Faux (merișor: Vaccinum Vitis idaea) 11. Fraise (fragă; căpșună) 12. Bétoine (vindecea: Betonica officinalis) 13. Pois (mazăre: Pisum sativum) 14. Acacia (salcâm) 15. Caille (prepeliță) 16. Œillet (garoafă) 17. Sureau (soc: Sambucus nigra) 18. Pavot (mac: Papaver) 19. Tilleul (tei: Tilia) 20. Fourche (furcă) 21. Barbeau (albastrea: Centaurea cyanus) 22. Camomille (mușețel, romaniță: Matricaria chamomilla) 23. Chèvrefeuille (caprifoi: Lonicera caprifolium) 24. Caille-lait (drăgaică: Gallium verum) 25. Tanche (lin) 26. Jasmin (iasomie: Jasminum officinale) 27. Verveine (verbină: Verbena officinalis) 28. Thym (cimbru: Satureja hortensis) 29. Pivoine (bujor) 30. Chariot (căruță) |

Vară

| Messidor (19 iunie ~ 18 iulie) 1. Seigle (secară: Secale cereale) 2. Avoine (ovăz: Avena sativa) 3. Oignon (ceapă: Allium cepa) 4. Véronique (iarba-șarpelui, ventrilică: Veronica urticifolia, Veronica officinalis) 5. Mulet (catâr) 6. Romarin (rozmarin: Rosmarinus officinalis) 7. Concombre (castravete: Cucumis sativus) 8. Échalote (hașmă: Allium ascalonicum) 9. Absinthe (absint) 10. Faucille (seceră) 11. Coriandre (coriandru: Coriandrum sativum) 12. Artichaut (anghinare: Cynara scolymus) 13. Girofle (cuișoare) 14. Lavande (lavandă: Lavandula angustifolia) 15. Chamois (capra neagră: Rupicapra rupicapra) 16. Tabac (tutun: Nicotiana tabacum) 17. Groseille (coacăză roșie) 18. Gesse (lathyrus) 19. Cerise (cireașă) 20. Parc (parc) 21. Menthe (mentă: Mentha) 22. Cumin (chimion: Cuminum cyminum) 23. Haricot (fasolea: Phaseolus vulgaris) 24. Orcanète 25. Pintade (bibilică: Numida meleagris) 26. Sauge (salvie: Salvia officinalis) 27. Aïl (usturoi, ai: Allium sativum) 28. Vesce (roșcov: Ceratonia siliqua) 29. Blé (grâu: Triticum vulgare) 30. Chalémie | Thermidor (19 iulie ~ 17 august) 1. Épeautre (grâu) 2. Bouillon blanc 3. Melon (pepene galben) 4. Ivraie 5. Bélier (berbec) 6. Prêle (coada-calului) 7. Armoise (artemiza) 8. Carthame (șofrănel) 9. Mûre (mura) 10. Arrosoir (stropitoare) 11. Panis (pâine) 12. Salicorne (săricică) 13. Abricot (caisă) 14. Basilic (busuioc) 15. Brebis (oaie) 16. Guimauve 17. Lin (in) 18. Amande (migdală) 19. Gentiane (gențiana) 20. Écluse (ecluza) 21. Carline (carlina) 22. Câprier (caper: Capparis spinosa) 23. Lentille (linte) 24. Aunée 25. Loutre (nutrie) 26. Myrte (mirt) 27. Colza (rapiță) 28. Lupin 29. Coton (bumbac) 30. Moulin (moară) | Fructidor (18 august ~ 16 septembrie) 1. Prune (prună) 2. Millet (mei: Panicum miliaceum) 3. Lycoperdon 4. Escourgeon (orz de toamnă, orz cu patru rânduri: Hordeum tetratichum) 5. Saumon (somon) 6. Tubéreuse 7. Sucrion (orz cu șase rânduri) 8. Apocyn 9. Réglisse (lemn dulce) 10. Échelle (scară) 11. Pastèque (pepene verde: Citrullus vulgaris) 12. Fenouil (fenicul) 13. Épine vinette (dracilă: Berberis vulgaris) 14. Noix (nucă) 15. Truite (păstrăv) 16. Citron (lămâie) 17. Cardère 18. Nerprun 19. Tagette (garoafă indiană) 20. Hotte (coșarcă) 21. Églantier (măceș) 22. Noisette (alună de copac) 23. Houblon 24. Sorgho (sorg) 25. Écrevisse (rac de râu) 26. Bigarade (portocală amară) 27. Verge d'or 28. Maïs (porumb) 29. Marron (castană) 30. Panier (coș) |